# Estación de Pry
La estación de Pry es una estación de tren belga situada en Walcourt, en la provincia de Namur, región Valona.
Pertenece a la línea  de S-Trein Charleroi.

## Situación ferroviaria
La estación se encuentra en la línea 132 (Charleroi-Treignes).

## Intermodalidad
No posee intermodalidad o conexiones con otras redes.